# أساطير إسلامية
الميثولوجيا الإسلامية (بالإنجليزية: Islamic mythology) هي مجموعة من الحكايات التقليدية المتعلقة بالإسلام، تدرس من خلال علم الأساطير. يؤمن العديد من المسلمين بأن تلك الحكايات تاريخية ومقدسة وتحتوي على حقائق عميقة. تشمل هذه الحكايات التقليدية على سبيل المثال لا الحصر، القصص المذكورة في القرآن.
يؤمن المسلمون أن الإسلام في شكله الحالي، أوحى به الله إلى نبيه الذي عاش في القرنين السادس والسابع بعد الميلاد. وكتاب المسلمين المقدس هو القرآن. كما يؤمن المسلمون بأن جميع الرسل الحقيقيين (بما فيهم موسى وعيسى) بشروا بمبادئ الإسلام المطبقة في زمنهم ولكن مع تغير الزمن تم التحريف في التشريعات السابقة فاحتاج الناس لتذكيرهم بحقيقة وحدانية الخالق و تشريع خاتم يحقق مبدأ الايمان و الاسلام الدين الواحد من بداية الخلق مع اختلاف التشريعات حسب الازمان و اختلاف الرسل، فبعث الله آخر نبي بشريعة خاتمة. ويرون في النبي محمد آخر الأنبياء، والذي أعاد مبادئ الإسلام وأكملها.

## قصص الكتاب المقدس في القرآن
الإسلام يتضمن العديد من القصص والأحداث المشتركة المذكورة في الكتب المقدسة للأديان الإبراهيمية (كاليهودية والنصرانية). وهناك قصص كثيرة عن نبي الله موسى عليه السلام وإبراهيم  تتكرر في القرآن. يروي القرآن الكريم بالتفصيل الرواية المذكورة في التوراة لنبي الله يوسف (أحد أنبياء بني إسرائيل) الذي تم بيعه في مصر، والرواية المسيحية لمريم، أم عيسى عليهما السلام. في كلتا الحالتين فإن القرآن يضيف تفاصيل أصلية وتفسير إسلامي، فعلى سبيل المثال، في النسخة الإسلامية، يتحدث عيسى عليه السلام في حين لا يزال في المهد طفلاً، وهو يذكر عن نفسه أنه نبي مرسل من الله ويحمل المعجزات، ويذكر القرآن الكريم أيضاً أن عيسى عليه السلام ليس تجسيداً لله أو ابناً له.

## القضايا المحيطة بمصطلح «الميثولوجيا»
بمعناها الواسع الأكاديمي، تعني الكلمة ببساطة أي قصة تقليدية. إضافة إلى ذلك، يقيد بعض الباحثين المصطلح «أسطورة» على القصص المقدسة. يذهب الفلكلور في كثير من الأحيان إلى أبعد من ذلك، ويعرف الأسطورة على أنها «الحكايات المؤمن بصحتها، وهي في الغالب مقدسة وحدثت منذ عهد بعيد أو في العالم الآخر أو في أجزاء من العالم ومع شخصيات غير بشرية أو بشرية أو شخصيات بطولية».
إذا قُصد بـ«الأسطورة» التي عرفها الفلكلور، بأنها القصص المقدسة «والمعتقد بصحتها»، فبذلك تستمد معظم الأمثلة الأوضح للأساطير الإسلامية من الكتب المقدس الإسلامي. إضافة إلى ذلك، لاحظ أن المصطلح «أساطير» لا يشمل جميع الكتب المقدسة. فالأسطورة هي قصة تقليدية ولم تسردها الكتب المقدسة (على سبيل المثال، الأمثال والكتابات اللاهوتية) لا تعد في حد ذاتها «أساطير».
لاحظ أيضًا أن المصطلح «أسطورة» قد لا يشمل جميع القصص في الكتاب المقدس الإسلامي، اعتمادًا على طريقة تعريف الكلمة «أسطورة» بدقة. يعد أحد استخدامات الكلمة «أسطورة» أحد القضايا الواسعة للنظام الأكاديمي. للباحثين في الدراسات الدينية، الأساطير عبارة عن قصص شخصياتها الأساسية الآلهة أو أنصاف الآلهة: ويستبعد هذا التعريف في الواقع القصص المقدسة التي لا تتميز بوضع الإله موضع العناية. يقيد بعض دراسي الفلكلور الكلمة «أسطورة» على القصص التي تصف خلق العالم والظواهر الطبيعية. عن طريق هذا التعريف، ستشكل قصة خلق اليهودية والمسيحية والإسلام  جزءًا من الميثولوجيا الإسلامية، في حين أن القصة الإسلامية لمريم (السيدة العذراء) التي ولدت عيسى (المسيح) لن تكون كذلك.
في قصص عالم البحر المتوسط القديمة في السياق الذي نشأ فيه عصر صدر الإسلام وأساطيره، لم يكن هناك في العادة فصل للكلمة مثلما هو موجود في العديد من المجتمعات في الفترة الحديثة بين مجالات التاريخ والميثولوجيا، أو أي محاولة للتمييز بين الحقيقة الموضوعية والحقائق الروحية.

## تصنيف القصص في الإسلام
يمكن تصنيف القَصص في الإسلام إلى فئات أكاديمية:
- القَصص الكونية التي تصف خلق العالم.
- قَصص الخلق التي تشرح أصول الظواهر الطبيعية والمؤسسات الإنسانية. بينما تصف القَصص الكونية طريقة خلق الكون نفسه تصف قَصص الخلق خلق الظواهر الطبيعية داخل الكون.[16]
- القَصص التاريخية هي القصص التي وقعت منذ عهد قريب نسبيًا وتركز بوجه عام على الشخصيات الإنسانية، وينكر البعض من غير المسلمين كونها «حقيقية» بدقة.[11][17][18] فعلى سبيل المثال نكرون حقيقة قصة إبراهيم عليه السلام ونزول الكبش فداء لإسماعيل عليه السلام.

تصف بعض القَصص المتعلقة بعلم الأخرويات الحياة الآخرة ونهاية العالم. تعد القصة الإسلامية عنيوم القيامة وأماراتها مثالاً على القَصص المتعلقة بعلم الأخرويات، وهي تصف يوم القيامة وهو الوقت الذي يكافئ الله فيه الأخيار ويعاقب الأشرار.